# Nods (Berna)
Nods és un municipi del cantó de Berna (Suïssa), situat al districte de La Neuveville.